# Maria Isabel de Orleães
Maria Isabel de Montpensier (Sevilha, 21 de setembro de 1848 – Villamanrique de la Condesa, 23 de abril de 1919) foi uma Princesa de Orléans e Infanta da Espanha, casou-se com o pretendente ao trono francês, Luís Filipe, Conde de Paris e foi mãe da rainha Amélia de Portugal.

## Biografia
Maria Isabel era a filha mais velha do príncipe Antônio de Orléans, Duque de Montpensier, o filho mais jovem do rei Luís Filipe I da França, e de sua esposa, a infanta Luísa Fernanda da Espanha, filha mais nova do rei Fernando VII da Espanha. Entre as suas irmãs, estava Maria Mercedes de Orléans, a primeira esposa do rei Afonso XII da Espanha, com quem não teve filhos.
Ela viveu sua infância entre a França e Espanha, tendo sido educada por sua avó materna, a rainha Maria Cristina.

## Casamento e descendência
No dia 30 de maio de 1864, Maria Isabel desposou seu primo-irmão, o príncipe Luís Filipe, Conde de Paris. Ele era filho do irmão de seu pai, o príncipe Fernando Filipe, Duque de Orleães, e da princesa Helena de Mecklemburgo-Schwerin. Eles tiveram oito filhos:
- Amélia de Orléans (1865–1951), que desposou D. Carlos I de Portugal em 1886;
- Luís Filipe de Orléans (1869–1926), depois Duque de Orleães;
- Helena de Orléans (1871–1951), que desposou o príncipe Emanuel Felisberto, Duque de Aosta em 1895;
- Carlos de Orléans (n. & m. 1875), que morreu jovem;
- Isabel de Orléans (1878–1961), que desposou o príncipe João de Orléans, Duque de Guise em 1899;
- Tiago de Orléans (1880–1881), que morreu jovem;
- Luísa de Orléans (1882–1958), que desposou o príncipe Carlos das Duas Sicílias em 1907;
- Fernando de Orléans (1884–1924), Duque de Montpensier, desposou a Marquesa de Valdeterrazo em 1921;

Como a Família Real Francesa estava no exílio desde a abdicação de seu avô, Luís Filipe I, em 1848, Maria Isabel e seu marido primeiro viveram na York House, em Twickenham. Em 1871 a família foi autorizada a retornar para a França, onde eles viveram no Hôtel Matignon em Paris e no Castelo d'Eu na Normandia.
A Condessa de Paris era conhecida por seus hábitos bastante masculinos de fumar charutos e participar de esportes de campo, especialmente de tiro, mas podia surpreender as pessoas com sua elegância em ocasiões formais.
Em 1886, eles foram forçados a deixar a França pela segunda vez. Em 1894, seu marido faleceu no exílio na Stowe House em Buckinghamshire. Maria Isabel viveu no Châteu de Randan na França, e faleceu em 1919 no seu palácio em Villamanrique de la Condesa, perto de Sevilha.

## Títulos e estilos
- 21 de setembro de 1848 – 30 de maio de 1864: Sua Alteza Real, a Princesa Maria Isabel de Montpensier, Princesa de Orléans, Infanta da Espanha
- 30 de maio de 1864 – 8 de setembro de 1894: Sua Alteza Real, a Condessa de Paris
- 8 de setembro de 1894 – 23 de abril de 1919: Sua Alteza Real, a Condessa Viúva de Paris